# Могилёвская провинция
Могилёвская провинция — одна из провинций Российской империи. Центр — город Могилёв.
Могилёвская провинция была образована в составе Могилёвской губернии была образована в 1772 году на землях, отошедших к России в результате первого раздела Речи Посполитой. В состав провинции были образованы Могилёвский, Старобыховский и Чаусский уезды.
В ноябре 1775 года деление губерний на провинции было отменено.